# 糸切餅

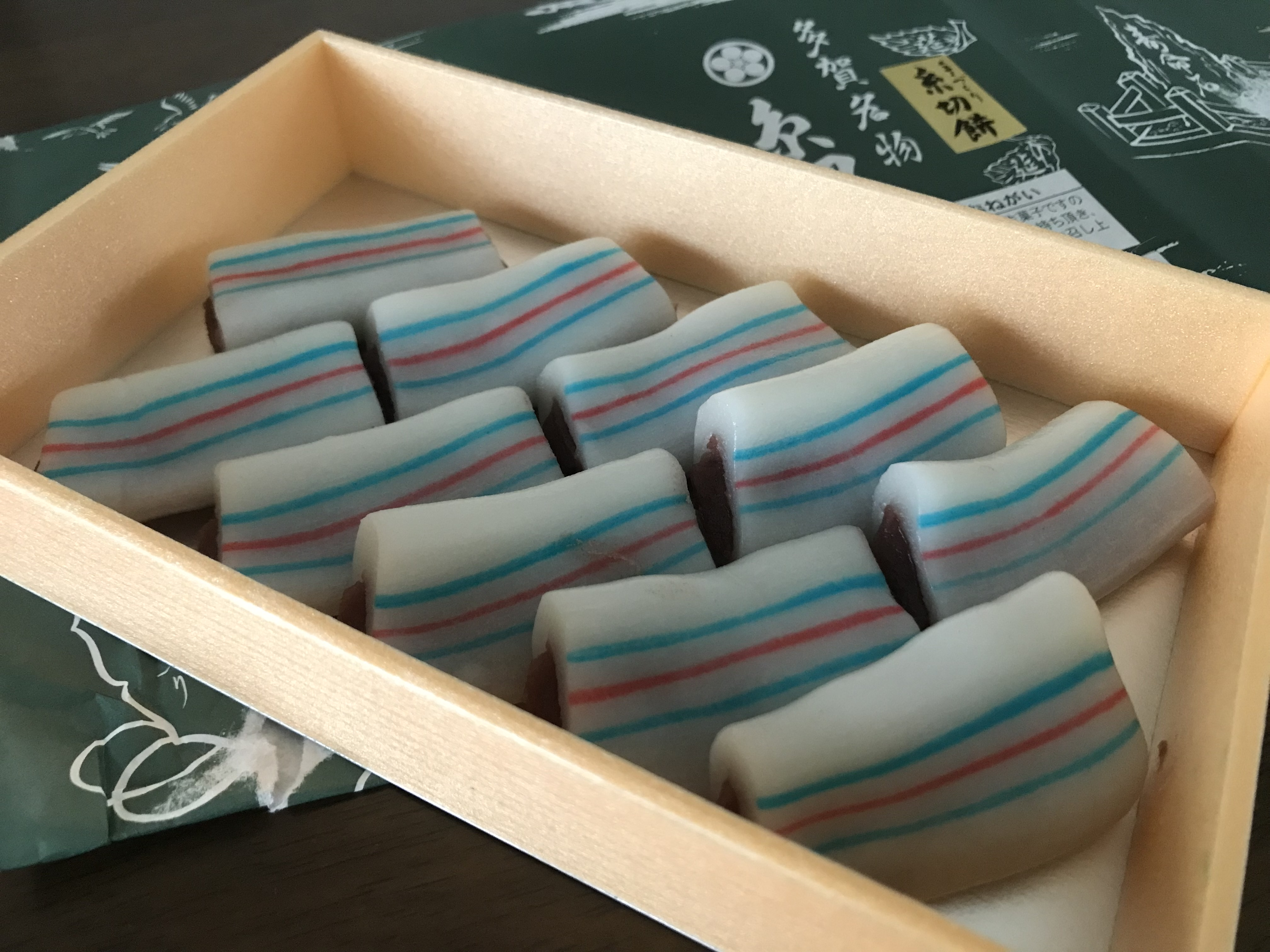
糸切餅（ひしや）

糸切餅（いときりもち）は、滋賀県犬上郡多賀町多賀で製造・販売されている和菓子（生菓子）である。「糸切り餅」などとも表記される。多賀大社参詣の土産菓子として有名。

## 概要

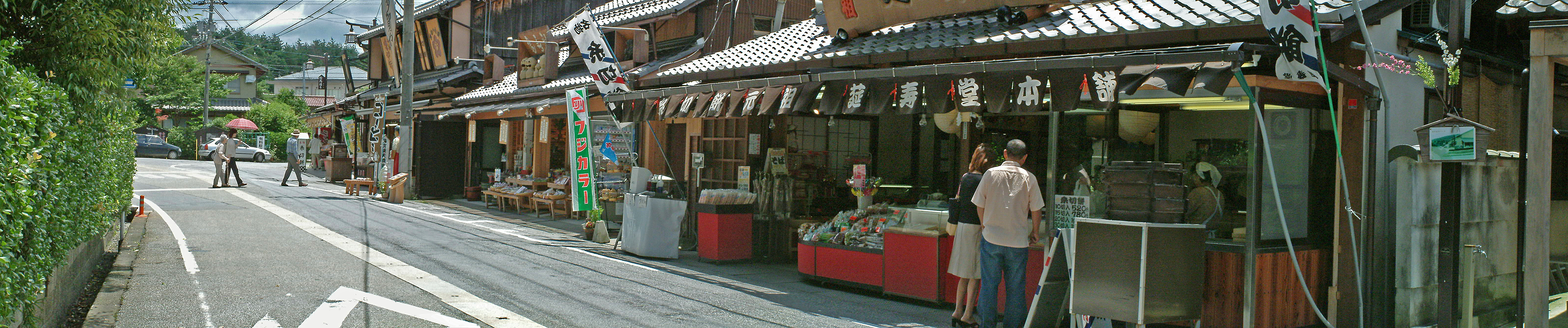
多賀大社門前の糸切餅店（左奥が多賀や、右手前が莚寿堂本舗）

米粉で作った白い餅でこし餡を包み、その表面に青・赤・青の3本の縞模様を描き、細長く伸ばして糸で一口大に切ったもので、「糸切餅」の名はその製法に由来する。米粉を使っているため、柔らかな食感が特徴だが、日持ちはしない。三河や伊賀上野の多賀大社信者は、厄逃れとして糸切餅を大量購入して近隣縁者に配るという。
最盛期には糸切餅を扱う店が40軒ほどあったが、現在糸切餅を製造しているのは以下の3軒のみである。店頭販売やネット通販のほか、名神高速道路多賀サービスエリアや米原駅の売店、地元スーパー丸善などでも販売されている。
- 元祖莚寿堂本舗 - 1879年（明治12年）創業[8]。多賀大社正面に店を構える。地元飲食店などとも協力して、糸切餅を活かした新商品や新メニューの開発に積極的[9]。
- 本家ひしや（菱屋） - 1891年（明治23年）創業[8]。多賀大社前駅近くに店を構える。赤と青に着色した餅を白い餅に乗せて伸ばし三味線の糸で手切りする伝統製法を続けている[5]。
- 総本家多賀や（多賀屋） - 1951年（昭和26年）創業[8]。多賀大社正面に店を構える。元は江戸時代創業の呉服店[10]。

## 由来
糸切餅の由来には諸説ある。
1. 元寇の際の蒙古軍の旗印を模して作られたとする説。多賀大社では蒙古軍の旗印を作り、それを断ち切り埋めることで日本の戦勝を祈願したとされ、それにあやかって門前町の住民が蒙古軍の旗印に見立てた縞模様の餅を弓の弦で切ったのが始まり[1][3]。糸切餅店ではもっぱらこの説を糸切餅の起源としている[11]。
2. 江戸時代末期、万吉という菓子職人がひいきの力士にちなんで作ったとする説。万吉は市兵衛という元僧侶の息子で、父の命で大坂に菓子作りの修行に出たのち、天保初期、父とともに多賀に移り住んで「大阪屋」という餅屋を開いた[3][2]。万吉は「大海」という力士とその妻「三縞」を贔屓にしていた縁から、大海の化粧まわしの色と三縞の名から3本の縞模様を着想し、三縞の愛用品である三味線の糸を使って餅を切ることにしたという[3][2]。そのため当初は「大海餅」の名で売られていた[3][2]。年老いて相撲を取れなくなった大海が万吉を頼って多賀に移り、万吉と一緒に餅作りをしたとの話もある[3]。長く伸ばした餅を縁起の悪い刃物ではなく糸で切ることで、延命長寿の意味が込められている[3]（多賀大社は延命長寿の霊験で有名）[1]。市兵衛が元寇にちなんで考案したとの説もある[12]。
  - 市兵衛は越前国[13]（現在の福井県）出身で、元の名を巳之助といい、大塩八幡宮宮司の家系の出とも、杣山城城主の子孫ともいう[3]。出家して曽根村（現在の東近江市曽根町）福性寺の住職を務めたのち、還俗して北国屋市兵衛と改名し、多賀に移る前は八日市（現在の東近江市中心部）に住んでいた[3]。多賀の門前町にある延命地蔵尊は、児童の幸福を願う市兵衛が木之本地蔵院の分身を乞うて創建したものと伝わる[3]。市兵衛は天保7年（1836年）に大飢饉からの救世を祈願して断食し、51歳で餓死したとされる[3]。

## 食べ方

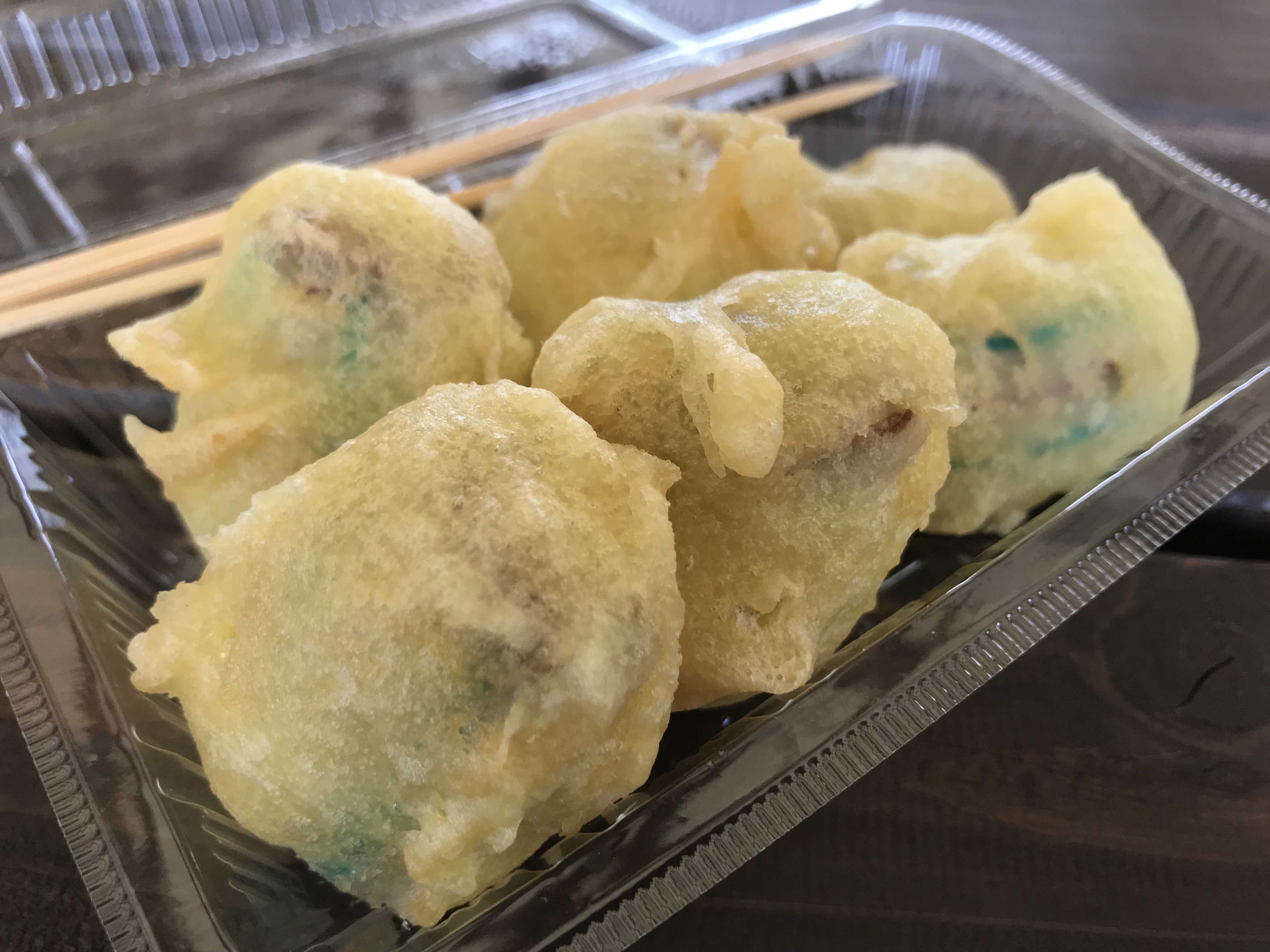
糸切餅天ぷら

通常はそのまま食すが、地域によっては、時間が経って固くなった糸切餅を焼いたり油で炒めたりして食べる。糸切餅店でも余った糸切餅を揚げて無料で配ることがあったといい、好評のため現在では「糸切餅天ぷら」として商品化されている。その他のアレンジメニューとして、かき氷に糸切餅を乗せた「糸切氷」や、糸切餅の表面に砂糖をかけて炙った「糸切ブリュレ」、糸切餅をチーズとともに春巻きの皮に包んで揚げた「糸切餅チーズ春巻き」などが考案されている。